# Panorpa thrakica
Panorpa thrakica är en näbbsländeart som beskrevs av Rainer Willmann 1976. Panorpa thrakica ingår i släktet Panorpa och familjen skorpionsländor. Inga underarter finns listade i Catalogue of Life.